# Eidgenössische Volksabstimmung über den Vaterschaftsurlaub
Die eidgenössische Volksabstimmung über den Vaterschaftsurlaub war eine Volksabstimmung über die Änderung des Erwerbsersatzgesetzes (EOG), die einen indirekten Gegenentwurf zur eidgenössischen Volksinitiative «Für einen vernünftigen Vaterschaftsurlaub – zum Nutzen der ganzen Familie» darstellte. Die Initiative wurde zugunsten des Gegenentwurfes zurückgezogen; gegen diesen wurde aber das fakultative Referendum von Vertretern von SVP und Jungfreisinnigen Schweiz ergriffen. Deswegen wurde die Vorlage am 27. September 2020 dem Volke zur Abstimmung unterbreitet.

## Volksinitiative

### Wortlaut
Art. 116 Sachüberschrift und Abs. 3 und 4
Familienzulagen, Mutterschafts- und Vaterschaftsversicherung
3 Er [der Bund] richtet eine Mutterschaftsversicherung und eine Vaterschaftsversicherung ein. Er kann auch Personen zu Beiträgen verpflichten, die nicht in den Genuss der Versicherungsleistungen gelangen können.
4 Er kann den Beitritt zu einer Familienausgleichskasse, die Mutterschaftsversicherung und die Vaterschaftsversicherung allgemein oder für einzelne Bevölkerungsgruppen obligatorisch erklären und seine Leistungen von angemessenen Leistungen der Kantone abhängig machen.
Art. 197 Ziff. 122
12. Übergangsbestimmung zu Art. 116 Abs. 3 und 4 (Vaterschaftsversicherung)
1 Im Obligationenrecht wird ein Anspruch auf Vaterschaftsurlaub von mindestens vier Wochen festgelegt. Die Vaterschaftsentschädigung wird analog zur Mutterschaftsentschädigung im Erwerbsersatzgesetz vom 25. September 1952 geregelt.

### Trägerschaft
Die Initiative wurde von folgenden Institutionen getragen:
- Travail.Suisse
- Syna
- transfair
- OCST
- SCIV
- Jeunesse.Suisse
- Pro Familia
- Alliance F
- Männer.ch[2]

### Anliegen und Ziele
Nach Ansicht der Initianten lebten Väter in einem nicht mehr zeitgemässen System, denn ein Vater könne nur einen Vaterschaftsurlaub in Anspruch nehmen, wenn ihm das sein Arbeitgeber erlaubt, er sei auf dessen «Goodwill» angewiesen. Ein freiwillig gewährter Vaterschaftsurlaub sei noch immer die Ausnahme, und das, obschon die Phase um des Kindes Geburt entscheidend für den Aufbau einer Vater-Kind-Beziehung ist. Nebst Konsequenzen für die Väter habe der (fehlende) Vaterschaftsurlaub welche für die Mütter. Sie müssten ein bis zwei Tage nach der Geburt die alleinige Verantwortung für das Neugeborene übernehmen, obwohl sie sich noch von den körperlichen und seelischen Strapazen der Geburt erholen, mit dem Schlafmanko zurechtkommen und sich gegebenenfalls um potenzielle Geschwister des Neugeborenen kümmern sollten. Der Vaterschaftsurlaub bringe Verlässlichkeit, Stabilität und Geborgenheit. Indes sehen die Initianten auch eine ökonomische Komponente bei der Einführung des Vaterschaftsurlaubs: Väterliches Engagement zuhause fördere das mütterliche Engagement im Job. Dadurch trage ein Vaterschaftsurlaub zur stärkeren Beteiligung der Mütter an der Erwerbsarbeit bei und sei damit ein wichtiger Baustein gegen den Fachkräftemangel. Der Vaterschaftsurlaub werde mit einer Lösung über die Sozialversicherungen bezahlbar für alle Unternehmen und nicht nur für Grossunternehmen, wodurch die heutige Willkür überwunden werden könne. Mit einem gesetzlichen Vaterschaftsurlaub seien Schweizer Unternehmen international in der Familienpolitik konkurrenzfähiger. Als Element einer zukunftsorientierten Familienpolitik fördere der Vaterschaftsurlaub die Wohlfahrt und stärke das Wirtschaftswachstum.

## Behandlung und Chronologie

### Entstehung der Initiative
Am 10. Mai 2016 fand die Vorprüfung der Initiative durch die Bundeskanzlei statt, in der sie gestützt auf Art. 68, Art. 69 BPR (Bundesgesetz über die politischen Rechte) und Art. 23 VPR (Verordnung über die politischen Rechte) verfügte, dass die Initiative den gesetzlichen Formen entspreche. Daraufhin begann der Fristenlauf von 18 Monaten am 24. Mai 2016 für die Sammlung von 100'000 Unterschriften (Art. 139 BV). Die Initiative wurde am 4. Juli 2017 eingereicht, der Fristenlauf hätte jedoch erst am 24. November 2017 geendet. Am 2. August 2017 gab die Bundeskanzlei das Zustandekommen der Initiative mit 107'075 gültigen Unterschriften bekannt. Nach Art. 97 Abs. 1 Bst. a ParlG hat der Bundesrat ein Jahr, nachdem eine zustande gekommene Volksinitiative eingereicht worden ist, der Bundesversammlung eine Botschaft und einen Entwurf für einen Bundesbeschluss zu unterbreiten. Beide publizierte er am 1. Juni 2018. Auf Basis dieser Botschaft fand die parlamentarische Beratung in den Eidgenössischen Räten (National- und Ständerat) statt. Am 27. September 2019 verabschiedete dann die Bundesversammlung den Beschluss, die Initiative Volk und Ständen zur Ablehnung zu empfehlen. Am 13. Oktober desselben Jahres gab das Initiativkomitee bekannt, die Initiative zugunsten eines indirekten Gegenentwurfs bedingt zurückziehen zu wollen. Die Bundeskanzlei gab am 23. November 2020 bekannt, dass der bedingte Rückzug gültig ist, da der indirekte Gegenentwurf in der Volksabstimmung vom Volk angenommen worden war.

### Botschaft des Bundesrates
Der Bundesrat lehnte in seiner Botschaft vom 1. Juni 2018 einen Vaterschaftsurlaub nicht per se ab. Der Vaterschaftsurlaub könne Mutter und Vater ermöglichen, sich intensiv an der Betreuung und Erziehung des Kindes zu beteiligen. Beide Eltern könnten dadurch ihre familiären Aufgaben wahrnehmen, ohne dass sie gezwungen würden, ihre Erwerbstätigkeit zugunsten der Familie aufzugeben. Obschon er einen Vaterschaftsurlaub also zum Teil sogar befürworte, halte er es für nicht sinnvoll, ihn gesetzlich verankern zu wollen. Eine solche Regelung würde zum einen die Wirtschaft mit zusätzlichen Abgaben belasten und die Unternehmen vor grosse organisatorische Herausforderungen stellen. Zum anderen habe der Ausbau eines familienergänzenden Kinderbetreuungsangebots für den Bundesrat Priorität, da diese Angebote nicht nur unmittelbar nach der Geburt, sondern auch im Vorschul- und Schulalter des Kindes für die Vereinbarkeit von Familie und Erwerbstätigkeit von entscheidender Bedeutung seien. Zudem wiesen diese Massnahmen ein günstigeres Kosten-Nutzen-Verhältnis auf. Die finanziellen Konsequenzen waren auch für den Bundesrat der Hauptgrund, die Initiative abzulehnen. Die Mehrkosten, die durch den geforderten Vaterschaftsurlaub von vier Wochen anstünden, beliefen sich laut dem BSV auf 420 Millionen Franken. Um diese kompensieren zu können, müsste die Erwerbsersatzordnung (EO) um 0,11 % erhöht werden, und dies bedeute eine höhere Abgabenlast für den Arbeitgeber. Des Weiteren nähme ein gesetzlich verpflichtender Vaterschaftsurlaub den Unternehmen ihre Flexibilität. Im Unterschied zu einer gesetzlichen Regelung des Vaterschaftsurlaubs könne ein Unternehmen im Rahmen einer betrieblichen Lösung die Kosten für Regelungen steuern, die über das gesetzliche Minimum hinausgehen. Sind die doppelten Personalkosten, die während des Urlaubs entstehen, für ein kleines oder mittleres Unternehmen finanziell nicht tragbar, so bestehe beispielsweise die Möglichkeit, einen 13. Monatslohn anzurechnen. Die Arbeitnehmer könnten ihre individuellen Bedürfnisse anbringen und die Arbeitgeber ihre betrieblichen Möglichkeiten ausloten, um gemeinsam massgeschneiderte Lösungen zu finden. Zudem zeige auch das Handbuch «Beruf und Familie» des SECO, dass der Vaterschaftsurlaub auch bei kleineren und mittleren Unternehmen gewährt wird. Aus all diesen Gründen beantragte der Bundesrat National- und Ständerat, die Initiative ohne direkten oder indirekten Gegenentwurf zur Ablehnung zu empfehlen.

### Vorverfahren
Die Kommission für soziale Sicherheit und Gesundheit des Ständerates (SGK-S) diskutierte am 28. Juni 2018 die bundesrätlichen Anträge, hörte Vertreter des Initiativkomitees an und ordnete die Ausarbeitung zweier Gesetzesentwürfe für einen indirekten Gegenentwurf an. Anschliessend wurden Vertreter aus der Privatwirtschaft, wie zum Beispiel von Economiesuisse, des Schweizerischen Gewerkschaftsbundes und des Schweizerischen Gewerbeverbandes, angehört und die Gesetzesentwürfe beraten. Die SGK-S entschied sich für den Gesetzesentwurf, der einen zweiwöchigen Vaterschaftsurlaub vorsah (die Initiative forderte einen vierwöchigen). Dieser sollte über die Erwerbsersatzordnung (EO) entschädigt und das Gesetz mit einer Kommissionsinitiative auf den Weg gebracht werden. Dem stimmte die Kommission für Wissenschaft, Bildung und Kultur des Nationalrates (WBK-N) mit 15 zu 9 Stimmen bei einer Enthaltung zu. Daraufhin startete die SGK-S die Vernehmlassung. Der Erlassentwurf sah vor, den arbeitsrechtlichen Anspruch auf den zweiwöchigen Urlaub im Obligationenrecht zu verankern und die Voraussetzungen und Modalitäten für die Entschädigung im Erwerbsersatzgesetz (EOG) zu regeln. Zu diesem Erlassentwurf bezog der Bundesrat Stellung und lehnte ihn aus ähnlichen Gründen wie die Initiative ab: Der Vaterschaftsurlaub solle nicht im Gesetz geregelt werden.

### Beratung in den Eidgenössischen Räten
Der Ständerat behandelte die Volksinitiative und den indirekten Gegenentwurf als Erstrat in der Sommersession 2019. Kommissionssprecher Erich Ettlin beantragte die Ablehnung der Initiative und das Eintreten auf den indirekten Gegenentwurf. Eine Kommissionsminderheit aus SVP und der FDP. Die Liberalen lehnte den Gegenentwurf ab, da dieser zu einem weiteren unnötigen Ausbau des Sozialstaates führe. Eine weitere Kommissionsminderheit aus Mitgliedern der SP-Fraktion brachte den Antrag ein, die Initiative zur Annahme zu empfehlen. Der Rat folgte schliesslich in allen Punkten der Kommissionsmehrheit und lehnte sämtliche Anträge von Kommissionsminderheiten ab. Er trat mit 27 zu 16 Stimmen bei einer Enthaltung auf den indirekten Gegenentwurf ein, nahm diesen in der Gesamtabstimmung mit 26 zu 16 Stimmen unverändert an und beschloss anschliessend mit 29 zu 14 Stimmen bei einer Enthaltung, die Volksinitiative Volk und Ständen zur Ablehnung zu empfehlen.
Der Nationalrat beriet Volksinitiative und Gegenentwurf in der Herbstsession 2019. Wie auch schon im Ständerat beantragte die Mehrheit der vorberatenden Kommission, die Volksinitiative zur Ablehnung zu empfehlen, auf den indirekten Gegenentwurf einzutreten und ihn, wie von der Schwesterkommission ausgearbeitet, also unverändert, anzunehmen. Jegliche Minderheitsanträge über Modifizierung, Ablehnung des Gegenentwurfes und Annahme der Volksinitiative lehnte der Rat ab und folgte der Kommissionsmehrheit. Er trat mit 119 zu 59 Stimmen bei sieben Enthaltungen auf den Gegenentwurf ein. In der Gesamtabstimmung nahm er ihn mit 129 zu 62 Stimmen bei einer Enthaltung unverändert an und empfahl anschliessend mit 120 zu 67 Stimmen bei fünf Enthaltungen die Volksinitiative Volk und Ständen zur Ablehnung. In der Schlussabstimmung wurde der Gegenentwurf im Nationalrat mit 129 zu 66 Stimmen bei zwei Enthaltungen und im Ständerat mit 31 zu 11 Stimmen bei einer Enthaltungan genommen.

## Indirekter Gegenentwurf
Der indirekte Gegenentwurf sah einen für den Arbeitgebenden verpflichtenden zweiwöchigen (zehn Arbeitstage) Vaterschaftsurlaub für alle erwerbstätigen Väter vor. Der Vater kann den Urlaub innerhalb von sechs Monaten nach der Geburt des Kindes am Stück oder verteilt auf einzelne Tage beziehen. Den Arbeitgebern ist es verboten, im Gegenzug die Ferien zu kürzen. Der Erwerbsausfall im Vaterschaftsurlaub wird entschädigt. Dabei gelten die gleichen Grundsätze wie beim Mutterschaftsurlaub. Eine Entschädigung erhalten Väter, die zum Zeitpunkt der Geburt des Kindes erwerbstätig waren; sei es als Arbeitnehmer oder als Selbstständigerwerbender. Sie müssen zudem in den neun Monaten vor der Geburt in der AHV obligatorisch versichert und in dieser Zeit mindestens fünf Monate lang erwerbstätig gewesen sein. Die Entschädigung beträgt wie auch beim Mutterschaftsurlaub 80 %, aber maximal 196 Franken am Tag. Für zwei Wochen Urlaub werden 14 Taggelder ausbezahlt, was einen Höchstbetrag von 2744 Franken ergibt. Die Finanzierung erfolgt über die EO, die weitestgehend aus den Beiträgen von Arbeitnehmenden und -gebenden besteht. Für deren Finanzierung muss der Beitrag an die EO von heute 0,45 auf 0,50 Lohnprozente erhöht werden. Das ist eine Erhöhung um 50 Rappen pro 1000 Franken Lohn. Bei Arbeitnehmern übernehmen deren Arbeitgeber die Hälfte davon.

## Fakultatives Referendum

### Chronologie
Nachdem das Parlament beschlossen hatte, der Initiative einen direkten Gegenentwurf gegenüberzustellen, wurde das Referendum von Vertretern aus SVP und Jungfreisinnigen gegen diesen Erlass ergriffen. Das Referendum wurde am Tag des Ablaufs der Sammelfrist, dem 23. Januar 2020, mit 55'120 Unterschriften eingereicht. Am 4. Februar verfügte die Bundeskanzlei das Zustandekommen des Referendums mit 54'489 gültigen Unterschriften. Da das Gesetz am 27. September 2020 mit 60,3 % vom Volk angenommen worden war, trat es am 1. Januar 2021 in Kraft.

### Trägerschaft
Nachfolgend sind Mitglieder des Referendumskomitees aufgelistet (Auswahl).
- Marco Chiesa, Ständerat (SVP)
- Josef Dittli, Ständerat (FDP)
- Marcel Dobler, Ständerat (FDP)
- Kurt Fluri, Nationalrat (FDP)
- Diana Gutjahr, Nationalrätin (SVP)
- Arthur Loepfe, alt Nationalrat (CVP)
- Casimir Platzer, Präsident Gastrosuisse

## Stellungnahmen

### Argumente des Referendumskomitees
- Für das Referendumskomitee ist die Änderung der EOG zu teuer und gar verantwortungslos. Nach der Annahme müsste man den Urlaub Fremder zahlen, sodass noch weniger des eigentlichen Lohns übrig bleibe. In Zukunft werde der Lohn aber noch mehr belastet, denn Sozialwerke wie die AHV oder die IV seien nicht langfristig finanziert und müssten mit einer Steigerung der Lohnabgaben am Leben erhalten werden. Dies würde alles noch durch steigende Krankenkassenprämien, die die Bevölkerung belasten, und der damaligen Wirtschaftskrise (siehe COVID-19-Pandemie in der Schweiz) verstärkt. Zudem sei der zweiwöchige Vaterschaftsurlaub weder finanziell noch organisatorisch für KMU tragbar. Der kurzfristige Ersatz von Mitarbeitern sei aufwendig und teuer. Viele Grosskonzerne hätten den bezahlten Vaterschaftsurlaub freiwillig eingeführt, weil sie sich dies mit Milliardengewinnen leisten können.
- Die Schaffung eines gesetzlichen Vaterschaftsurlaubs sei ein neu eingeführtes Sozialwerk. Andere Sozialwerke wie die AHV, die IV, das KVG-Obligatorium oder die Arbeitslosenversicherung habe man geschaffen, um Leid und Not zu verringern. Es sei missbräuchlich vom Staat, alle bezahlen zu lassen, «damit einige wenige mehr Zeit mit ihrem neugeborenen Kind verbringen können», so das Referendumskomitee. Bei der Mutterschaftsversicherung werde dagegen der körperlichen Belastung von Schwangerschaft und Geburt Rechnung getragen; diese Belastung habe der Vater jedoch nicht.[13]

### Argumente von Bundesrat und Parlament
- Der Vaterschaftsurlaub trage laut dem Bundesrat zu einer partnerschaftlichen Rollenteilung bei, bei der beide Eltern sowohl ihren Beitrag zum Einkommen der Familie leisten als auch Erziehungs- und andere Aufgaben übernehmen können. Wenn Väter mehr Zeit für die Familie haben, falle es auch den Müttern leichter, sich nach der Geburt des Kindes beruflich weiter zu engagieren. Davon profitiere auch die Wirtschaft, die auf gut qualifizierte und motivierte Fachkräfte angewiesen sei.
- Der im Parlament verabschiedete indirekte Gegenentwurf sei deutlich massvoller als die ursprüngliche Volksinitiative. Eine Unternehmung könne die vereinbarten zehn Arbeitstage als Urlaub ohne übermässigen Aufwand überbrücken. Auch die Kosten für den Vaterschaftsurlaub seien verkraftbar. Da der Vaterschaftsurlaub über die EO finanziert werde, sei er finanziell breit abgestützt. Auf diese Weise könnten sich auch kleine und mittlere Unternehmen einen Vaterschaftsurlaub leisten. Dies steigere ihre Attraktivität als Arbeitgeber.[13]

## Volksabstimmung

### Haltungen
SP, GLP, Grüne, EVP, BDP und CVP befürworteten die Vorlage; EDU, SVP und FDP waren dagegen.

### Ergebnisse
| Kanton                           | Ja (%) | Nein (%) | Beteiligung (%) |
| -------------------------------- | ------ | -------- | --------------- |
| Zürich                           | 61,7 % | 38,3 %   | 59,58 %         |
| Bern                             | 56,9 % | 43,1 %   | 60,27 %         |
| Luzern                           | 51,9 % | 48,1 %   | 61,02 %         |
| Uri                              | 43,0 % | 57,0 %   | 59,34 %         |
| Schwyz                           | 42,0 % | 58,0 %   | 63,25 %         |
| Obwalden                         | 41,8 % | 58,2 %   | 67,12 %         |
| Nidwalden                        | 42,9 % | 57,1 %   | 65,40 %         |
| Glarus                           | 43,3 % | 56,7 %   | 54,46 %         |
| Zug                              | 52,9 % | 47,1 %   | 64,95 %         |
| Freiburg                         | 67,8 % | 32,2 %   | 58,97 %         |
| Solothurn                        | 52,4 % | 47,6 %   | 57,08 %         |
| Basel-Stadt                      | 71,6 % | 28,4 %   | 59,82 %         |
| Basel-Landschaft                 | 58,9 % | 41,1 %   | 57,42 %         |
| Schaffhausen                     | 56,3 % | 43,7 %   | 70,19 %         |
| Appenzell Ausserrhoden           | 45,6 % | 54,4 %   | 62,22 %         |
| Appenzell Innerrhoden            | 34,7 % | 65,3 %   | 57,00 %         |
| St. Gallen                       | 49,2 % | 50,8 %   | 59,20 %         |
| Graubünden                       | 51,8 % | 48,2 %   | 60,95 %         |
| Aargau                           | 53,3 % | 46,7 %   | 56,83 %         |
| Thurgau                          | 49,2 % | 50,8 %   | 57,12 %         |
| Tessin                           | 67,3 % | 32,7 %   | 60,40 %         |
| Waadt                            | 81,6 % | 18,4 %   | 58,83 %         |
| Wallis                           | 60,5 % | 39,5 %   | 63,73 %         |
| Neuenburg                        | 73,6 % | 26,4 %   | 54,43 %         |
| Genf                             | 79,4 % | 20,6 %   | 54,13 %         |
| Jura                             | 74,6 % | 25,4 %   | 59,14 %         |
| Schweizerische Eidgenossenschaft | 60,3 % | 39,7 %   | 59,36 %         |